# Blinksia
Blinksia, monotipski rod crvenih algi smještena u vlastitu porodicu Blinksiaceae, dio reda Gigartinales. Jedina vrsta je morska alga Blinksia californica uz obalu Kalifornije.